# Kosmos 2381
Kosmos 2381, ruski navigacijski satelit (globalno pozicioniranje) iz programa Kosmos. Vrste je GLONASS (Glonass br. 789, Uragan br. 789). 
Lansiran je 1. prosinca 2001. godine u 18:04 s kozmodroma Bajkonura (Tjuratam) u Kazahstanu. Lansiran je u srednje visoku orbitu oko planeta Zemlje raketom nosačem Proton-K/DM-2 8K72K. Orbita mu je 19099 km u perigeju i 19131 km u apogeju. Orbitna inklinacija mu je 64,84°. Spacetrackov kataloški broj je 26988. COSPARova oznaka je 2001-053-B. Zemlju obilazi u 675,14 minuta. Pri lansiranju bio je mase kg.
Više dijelova iz ove misije odvojilo se od letjelice i vratilo se u atmosferu, a kružili su u niskoj, srednjoj, pa čak i u visokoj orbiti, a neki su dijelovi u orbiti i danas.
Ovaj je satelit lansiran u orbitu skupa s još dva iz istog programa. Dva su model iz klase Uragan i treći je poboljšana klasa, Uragan-M. Ovaj je trojac plasiran na Ravninu-1 (eng. Plane-1).

## Vanjske poveznice
- N2YO.com Search Satellite Database
- Celes Trak SATCAT Format Documentation (engl.)
- Kunstman  Arhivirana inačica izvorne stranice od 12. kolovoza 2019. (Wayback Machine) Satellites in Orbit (engl.)